# Straßlach-Dingharting
Straßlach-Dingharting est une commune de Bavière (Allemagne), située dans l'arrondissement de Munich, dans le district de Haute-Bavière.

## Géographie

### Communautés constitutives
La municipalité est constituée de treize parties (le type de règlement est indiqué entre parenthèses) :    
- Beigarten (hameau)
- Deigstetten (Einöde)
- Ebertshausen (village)
- Epolding (friche)
- Frundsbergerhöhe (agglomération)
- Gleißentalweiher (hameau)
- Großdingharting (village paroissial)
- Hailafing (agglomération)
- Holzhausen (Kirchdorf)
- Kirchlberg (chapelle)
- Kleindingharting (Kirchdorf)
- Mühlthal (agglomération)
- Straßlach (Kirchdorf)

Dans la zone municipale se trouvait Dürnberg, à l'est de Mühlthal, aujourd'hui une zone déserte.